# Meccano
Meccano ist ein Konstruktionsspielzeug, das auf ursprünglich vollständig aus Metall bestehenden Elementen basiert.
Die vorgefertigten Standardmodule bestanden aus Metallblättern, die mit kreisförmigen Löchern im Abstand von ½ Zoll (1,27 cm) perforiert waren. Von Anfang an war die Sammlung dieser Lamellen sehr umfangreich, da das ursprüngliche Ziel die Einführung in die Mechanik war: Sie umfasste Winkel, Platten, Achsen, Räder und Zahnräder aus Messing. Die Originalität der Erfindung bestand in der konstanten Teilung der Löcher für den Zusammenbau, der mit Schrauben und Muttern erfolgte.
Meccano Ltd. war ein britisches Unternehmen, das 1901 vom englischen Unternehmer und Politiker Frank Hornby in Liverpool gegründet worden war. Unternehmenszweck war die Herstellung von Spielzeug wie dem Meccano-Spiel, Hornby-Zügen und Dinky Toys sowie der Vertrieb anderer Arten von Spielzeug. Die französische Tochtergesellschaft Meccano SA wurde 1912 in Paris gegründet und wurde zur Muttergesellschaft, die ihren Hauptsitz und ihre Hauptfabrik in Calais hat.

## Metallbaukästen

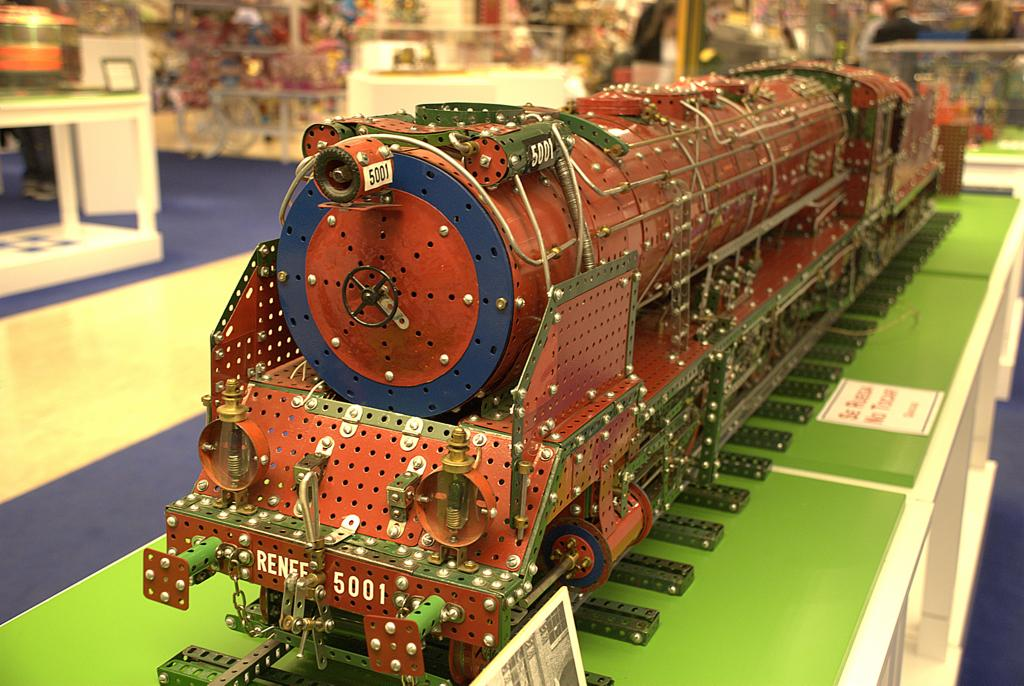
Lokomotive aus Meccano-Teilen

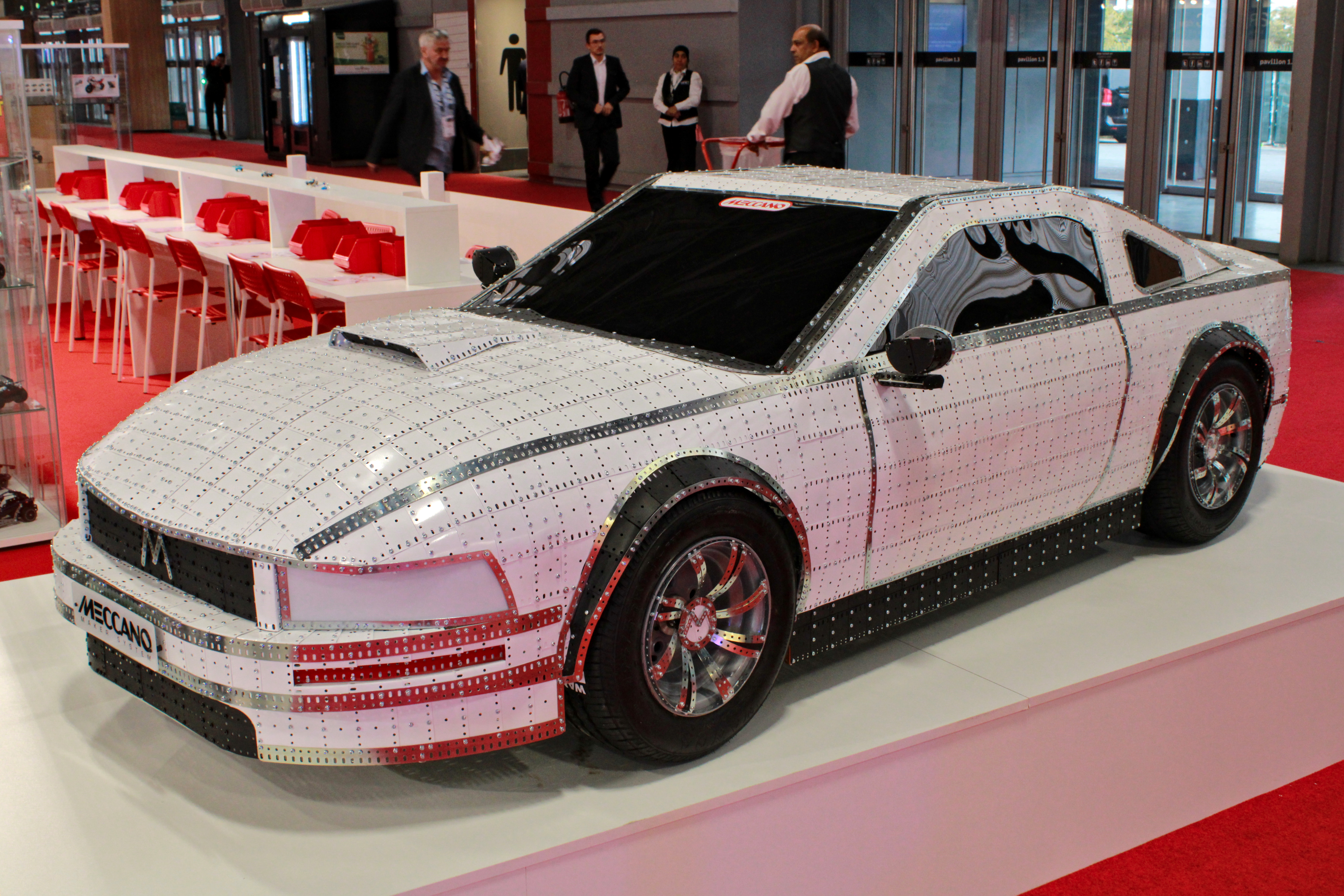
Modellautomobil auf dem Pariser Autosalon 2018

Meccano und Frank Hornby gelten als Erfinder des sogenannten Stabilbaukastens oder auch Metallbaukastens. Im Unterschied zu früher üblichen Stein- und Steinzeug-Bauteilen enthalten diese in Metall fabrizierte, zumeist per Stanzen hergestellte Blechteile, aus denen sich Kinder nahezu beliebige Gegenstände durch Zusammenschrauben haltbar und belastbar erbauen konnten. Diese Baukästen vermittelten Kindern erste Kenntnisse in der Montagetechnik mittels Schrauben und Muttern. Frank Hornby reichte seine Erfindung am 22. Juli 1901 beim USPTO ein, welche unter der Patent-Nummer 810.148 registriert wurde.
Verschiedene Packungsgrößen zu unterschiedlichen Preisen ermöglichten ein mit dem Alter wachsendes, kindgerechtes Erlernen technischen Verständnisses und technischer praktischer Fähigkeiten und Fertigkeiten.
Ab 1912 war auf dem europäischen Kontinent das Göppinger Unternehmen Märklin Vertreter für Meccano und auch Zulieferer: Märklin baute für Meccano auch Federaufzug-Motoren. Als durch den Ersten Weltkrieg der Vertrieb englischer Spielwaren in Deutschland nicht mehr möglich war, produzierte Märklin die Meccano-Komponenten in eigenem Namen weiter, bei geänderter Farbgebung. Aus dem Meccano-Schwarz wurde später das Märklin-Grün.
Typisches Bauteil sowohl der Meccano- als auch der Märklin-Metallbaukästen ist ein mittig gelochter Blechstreifen von ca. 20 mm Breite mit halbkreisförmig abgerundeten Enden – zur Meidung verletzungsgefährdender Ecken. Diesen Metallstreifen gibt es – bei immer gleichbleibendem Lochraster von 12,7 mm, einem halben Zoll – in den unterschiedlichsten Lochzahlen und Längen.

## Automodelle
Meccano stellte ab 1931 Zubehör für die damals als Spielzeug aufkommenden Modelleisenbahnen her, wie Figuren von Passanten und Bahnpersonal. Ab 1934 produzierte das Unternehmen unter dem Markennamen „Dinky Toys“ auch Modelle von Automobilen, Flugzeugen und Schiffen. Meccano konnte nach dem Zweiten Weltkrieg die Arbeit mit Erfolg fortsetzen. Mit dem Aufkommen von Kunststoff-Spielzeug-Massenware in den 1970er Jahren ging der Umsatz des Unternehmens immer weiter zurück, bis es 1979 Konkurs anmelden musste.

## Modelleisenbahnen
Das Schwesterunternehmen Hornby Railways mit dem Namen seines Gründers existiert auch heute weiterhin; es ist ein bekannter Produzent von Modelleisenbahnen. Spitzenmodell ist seit einigen Jahren ein Nachbau der schnellsten jemals gebauten Dampflokomotive, der blauen Mallard, deren Original (heute als nicht betriebsbereite Museumslok erhalten) mit Tempo 202 km/h den bislang ungeschlagenen Rekord für Dampfloks einfuhr. Das Hornby-Modell, im Maßstab 00, ist ebenso eine echte Dampflok: Sie ist in der Lage, mittels destillierten Wassers in ihrem Tender aus dem Strom der Fahrschienen Dampf zu erzeugen und sich ca. 20 Minuten lang fortzubewegen.